# Sad al-Din Köpek
Sad al-Din Köpek ibn Muhammad fou un funcionari de la cort seljúcida de Rum.
Tenia un càrrec important sota Ala al-Din Kaykubad I (1221-1237) arribant a ministre de treballs amb la missió de supervisar la construcció del palau de Kubadabad. Després va servir amb Giyath al-Din Kaykhusraw II sobre el que va exercir forta influència; per consolidar la posició del nou sultà va fer matar un general corasmi de nom Kirkhan i a dos germanastres i la mare del sultà; el 1238 el sultà el va enviar a ocupar Sumaysat; al retorn va fer matar dos oficials de la vella guàrdia, Kaymari i Kamyar.
El 1239 el sultà el va fer eliminar quan va considerar que tenia massa poder.